# Hochneukirchen-Gschaidt
Hochneukirchen-Gschaidt är en kommun  i Österrike. Den ligger i distriktet Wiener Neustadt-Land i förbundslandet Niederösterreich, 90 kilometer söder om huvudstaden Wien. 
Kommunen består av tolv orter (Ortschaften) (inom parentes invånarantal 1 januari 2024):

- Burgerschlag (31)
- Grametschlag (99)
- Gschaidt (102)
- Harmannsdorf (105)
- Hattmannsdorf (177)
- Hochneukirchen (487)
- Kirchschlagl (150)
- Loipersdorf (44)
- Maltern (125)
- Offenegg (154)
- Ulrichsdorf (66)
- Züggen (106)